# Chapelle du Cantal
La chapelle du Cantal est un oratoire située à Pailherols, en Haute Auvergne.

## Localisation
L'oratoire est située dans les monts du Cantal sur le puy Gros 1 594 mètres d'altitude, le long de la via Celtica, dans le département français du Cantal, sur la commune de Pailherols, à la limite de celle de Thiézac. C'était comme la chapellenie de Cropières une succursale de l'église Saint-Pierre de Raulhac dont la paroisse Pailherols est un démembrement plus tardif.

## Historique
Chapelle fondée le 22 août 1687 par  Jean Rigal d'Escorailles, comte de Roussille,  seigneur de Cropières qui en était le patron. Elle était destinée, comme la chapelle de l'ermitage de Saint-Curial sur le plateau du Coyan, à servir de chapelle aux  bergers des hautes terres de pâturage pendant la saison d'estive afin d'assurer le service religieux des montagnes pour les vachers durant l'été ; Elle fut en service jusqu'à la Révolution, puis tomba ensuite en ruines ; les matériaux auraient servi à la construction de l'église de Vigouroux selon l'abbé Pouilhès.
L'édifice est en ruine et n'est pas protégé au titre des monuments historiques.

## Description

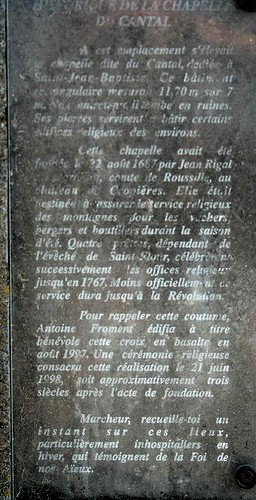
Plaque commémorative

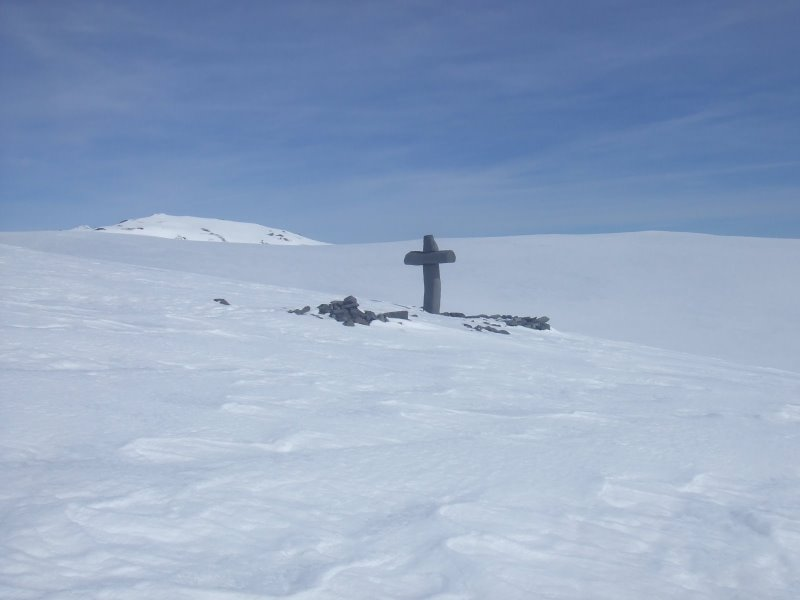
Chapelle du Cantal en hiver

Comme la chapelle Notre-Dame de la Consolation à Thiézac, elle ne comportait qu'un vaisseau voûté et couvert d'une toiture de lauzes avec un clocher à peigne à une cloche. Ses dimensions sont de 11,50 mètres de longueur et de 7 mètres de largeur. Seuls subsistent le soubassement et le dallage.

## Desserte
La chapelle du Cantal est desservie par le curé de Vic-sur-Cère qui célèbre chaque année la messe des bergers au début de juillet. Elle ne doit pas être confondue avec la messe de pèlerinage  qui a lieu à l'église paroissiale de Pailherols en août.